# Ad Petri Cathedram

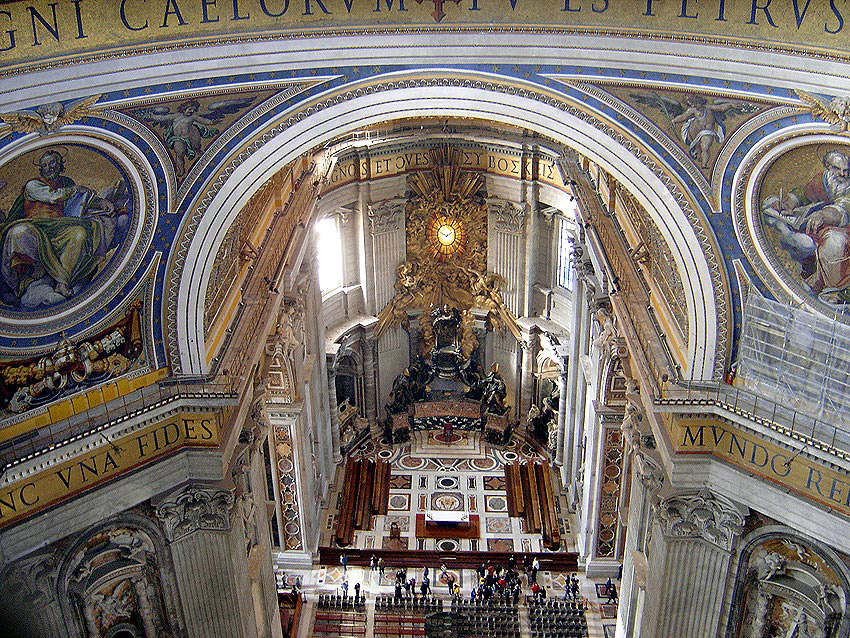
Cathedra Petri in de Sint-Pietersbasiliek te Rome

Ad Petri Cathedram (Latijn voor Op de zetel van Petrus) is de eerste encycliek van paus Johannes XIII, die werd uitgegeven op 29 juni 1959. De encycliek had als ondertitel Over waarheid, eenheid en gerechtigheid in een geest van naastenliefde.
Zoals gebruikelijk bij encyclieken is de titel afgeleid van de eerste woorden van de eerste zin van de encycliek, die luidt:

Ad Petri Cathedram, etsi immerentes, evecti, ea iterum non sine admonitione, nec sine solatio consideramus; quae vidimus et audivimus cum proximum Decessorem Nostrum, vita functum, fere omnes cuiusvis gentis, cuiusvis opinationis complorarunt; et cum postea erga Nos, ad Summi Pontificatus apicem vocatos, itidem multitudines mentes animosque, quamquam aliis eventibus gravibusque rerum difficultatibus sollicitos et distentos, atque spem exspectationemque suam converterunt

In vertaling:

Wij die – ondanks onze onwaardigheid – zijn verheven op de Zetel van Petrus, hebben vaak nagedacht over de zingen die wij zagen en hoorden toen onze Voorganger dit leven verliet. Bijna de gehele wereld, ongeacht ras of afkomst, rouwde om zijn heengaan. En toen Wij werden geroepen tot de waardigheid van Hoogste Pontifex, keerden grote aantallen mensen, hoewel bezig met andere zaken, of teneergedrukt door problemen en moeilijkheden, zich met hun gedachten en gevoelens van genegenheid tot Ons, en stelden in ons hun hoop en verwachtingen

Nadat de paus vervolgens eerst nadere invulling geeft aan het belang dat hij hecht aan waarheid, eenheid en gerechtigheid, ontvouwt hij het programma voor het Tweede Vaticaans Concilie, dat hij een half jaar voor het verschijnen van de encycliek had aangekondigd. Vooral de eenheid, in de leer, in de kerkelijke organisatie en in de gemeenschappelijke aanbidding van God, krijgt veel nadruk. Hoewel de paus in deze encycliek ook het belang van de oecumene benadrukt, stelt hij dat het bij het Concilie toch vooral zal gaan om de interne eenheid binnen de Rooms-Katholieke Kerk.